# David Sobral
David Sobral (1986) é um Astrofísico português e Professor Associado (Reader) na área da Astrofísica Extra-galáctica na Universidade de Lancaster, Reino Unido. Estudou na Escola Secundária Alfredo da Silva e prosseguiu estudos até se tornar doutorado pela Universidade de Edimburgo em 2011, e conta hoje com mais de 100 publicações internacionais. David tem realizado várias contribuições para o avanço do nosso conhecimento sobre como galáxias como a Via Láctea se formam e evoluíram até aos dias de hoje. De 2011 a 2013 foi investigador no Observatório de Leiden, na Holanda, com financiamentos NOVA e VENI, tendo mantido a sua ligação a Leiden desde então. De 2013 a 2016 foi Investigador auxiliar no Observatório Astronómico de Lisboa na Faculdade de Ciências da Universidade de Lisboa, com uma Starting Grant Investigador FCT 2012. De 2016 a 2018 foi Professor auxiliar na área da Astrofísica na Universidade de Lancaster. 
Das suas contribuições destaca-se um método para levantamentos extra-galácticos, a quantificação do declínio do PIB cósmico (conhecido como "crise cósmica"), e a compreensão dos papéis do "ambiente" vs "genética". Descobriu pela primeira vez o papel dos filamentos da rede cósmica na evolução de galáxias distantes, e o papel da colisão de enxames e das ondas de choque que se formam aquando das colisões ("tsunamis cósmicos"), capazes de estimular novos episódios de formação estelar em galáxias que vivem em enxames.

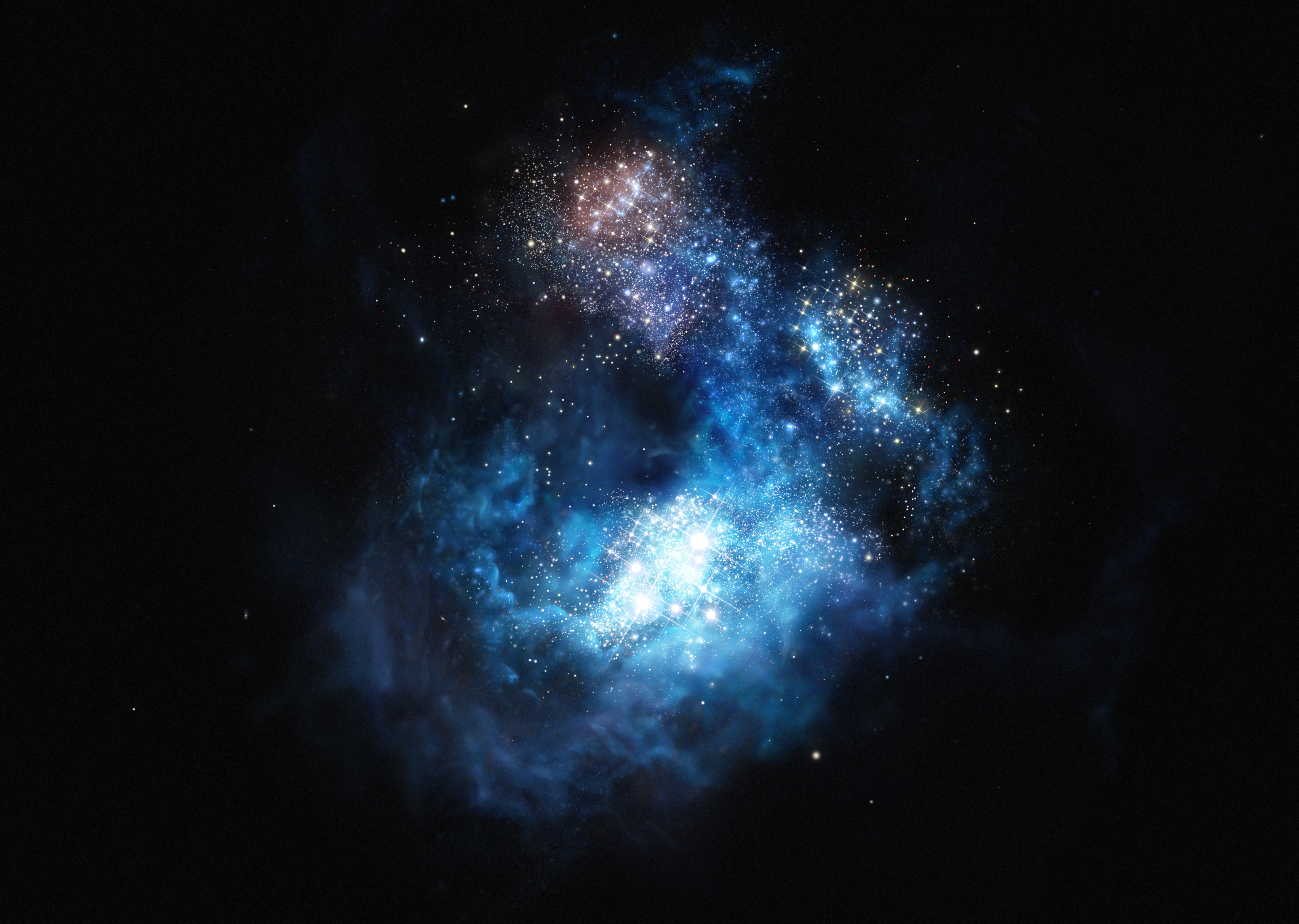
Galáxia CR7, descoberta por David Sobral e a equipa que liderou.

Em 2015, liderou a descoberta da galáxia "COSMOS Redshift 7" (CR7), encontrada a 12.9 mil milhões de anos-luz da Terra. Para além de ser a galáxia mais brilhante do Universo primordial, a fonte de luz da CR7 mostra, pela primeira vez, evidência da primeira geração de estrelas no Universo, feitas apenas de material primordial do Big Bang (Hidrogénio e Hélio). A primeira geração de estrelas tinha sido prevista teoricamente, mas até à descoberta da CR7 não passava de uma previsão teórica; foram elas que formaram, pela primeira vez, o Oxigénio que respiramos, o Cálcio dos nossos ossos, e o Carbono dos nossos corpos.
Venceu vários prémios Internacionais e financiamentos importantes, incluindo uma VENI grant de 250 000 euros, a primeira edição do concurso Internacional Investigador FCT, a edição de 2016 dos Prémios Novos, na categoria de Ciência e o Prémio Rosto do ano 2015. Em 2018, fundou o grupo Jovens Cientistas Alumni (JCAlumni), a convite da Fundação da Juventude, 14 anos depois de ter representado Portugal na final do Concurso Europeu de Jovens Cientistas (EUCYS) em Dublin. Em Junho de 2018 recebeu a distinção “Barreiro Reconhecido” na área da cultura, desporto, educação e ciência, da parte da Câmara Municipal do Barreiro.